# Fenazepam
Fenazepamul este un medicament din clasa 1,4-benzodiazepinelor, fiind utilizat în tratamentul insomniei, anxietății și epilepsiei. Calea de administrare disponibilă este cea orală.